# Kantylena
Kantylena, melodyka kantylenowa (wł. cantabile – śpiewnie) – typ melodyki w dziele muzycznym charakteryzujący się śpiewnym (lirycznym) przebiegiem melodii (bez dużych skoków, zawierający małą liczbę nut o krótkich wartościach, z zastosowaniem, w przeważającym stopniu, artykulacji legato), wolnym tempem, w odróżnieniu od melodyki figuracyjnej. Jest to materiał dźwiękowy dobrany w taki sposób, aby był wygodny do wykonania głosem ludzkim, zgodny z jego naturalnymi możliwościami.
Zalążkiem kantyleny był średniowieczny chorał prowadzony w długich wartościach, jednakże jej pełny rozkwit przypada na lata późniejsze (kiedy dzięki stale rozwijanej technice instrumentalnej różnica pomiędzy melodyką kantylenową a figuracyjną stała się bardziej wyraźna) – okres dominacji stylu bel canto (XVI-XVII w.).
Typowymi przykładami kantyleny w muzyce wokalnej są wszelakie arie (np. aria z opery Rigoletto G. Verdiego), pieśni (np. pieśni solowe F. Schuberta), a w muzyce instrumentalnej nokturny (np. Nokturn H-dur op. 62 nr 1 F. Chopina).